# أزكليم التياب
أزكليم التياب هي بلدة ريفية موريتانية تقع في مقاطعة مونكل في منطقة كوركول الواقعة في جنوب موريتانيا.

## الموقع
تقع بلدة أزكليم التياب في مقاطعة مونكل الواقعة في شمال منطقة كوركول في موريتانيا، وتبلغ مساحتها 627 كيلومتر مربع، ويحدها من جهة الشمال بلدية مونكل وبلدية بطحت ميت وبلدية بكل، ويحدها من جهة الغرب بلدية كانكي وبلدية جلوار، ويحدها من جهة الجنوب بلدية لكصيبة 1، بينما يحدها من جهة الشرق بلدية اشليخت التياب.

## السكان
شهدت بلدة أزكليم التياب نموًّا سكانيًّا ملحوظًا خلال القرن الحادي والعشرين، حيث ارتفع عدد سكان البلدة من 9056 نسمة في عام 2000، إلى 12949 نسمة في عام 2013 بمُعدل نمو سنوي بلغ 2.9٪ على مدى 13 عامًا.

## التاريخ
تأسست بلدة أزكليم التياب بموجب المرسوم الصادر في 20 أكتوبر عام 1987 بشأن تأسيس البلديات الموريتانية.

## الإدارة
يشغل محمد كبير في الوقت الحالي منصب عمدة بلدة أزكليم التياب بدءًا من عام 2018، ويوضح الجدول التالي قائمة بأسماء الأشخاص الذين شغلوا منصب عمدة بلدية أزكليم التياب:

### قائمة حكام البلدة
| اسم العمدة              | تاريخ تولي المنصب | تاريخ ترك المنصب   |
| ----------------------- | ----------------- | ------------------ |
| يحيى ولدابوه ولد عابدين | ديسمبر 2006       |                    |
| محمد كبير ولد سيدال     | 2013              | 2018               |
| محمد كبير               | 2018              | في المنصب حتى الآن |

## الاقتصاد
تُشكل الزراعة النشاط الاقتصادي الرئيسي لسكان بلدة أزكليم التياب مثلهم في ذلك مثل سكان جميع البلدات الموريتانية الموجودة في المنطقة تقريبًا. ومع ذلك فلا يزال اقتصاد البلدة متواضعًا وهش بسبب ما يواجهه من عقبات تُعرقل محاولات تنميته، ولا سيما الظروف المناخية أو قلة الإمكانيات المتوفرة للمزارعين. وفي سبيل للتغلب على هذه المعوقات، قامت الحكومة الموريتانية بالتعاون مع المنظمات غير الحكومية المختلفة لتمويل عدد من المشاريع التي تُساعد على تحسين الظروف المعيشية لسكان البلدة، مثل مشروع نبام ومشروعات إمداد المياه الأخرى التي تم تنفيذها في بلدة أزكليم التياب بصورة ملحوظة كتشييد السدود وتعزيز الشبكة الهيدروليكية.

## الخدمات

### الصحة
تحتوي بلدة أزكليم التياب على وحدة صحية افتتحت في عام 2016 لتوفير الرعاية الصحية لسكان البلدة.